# Eiderstedt

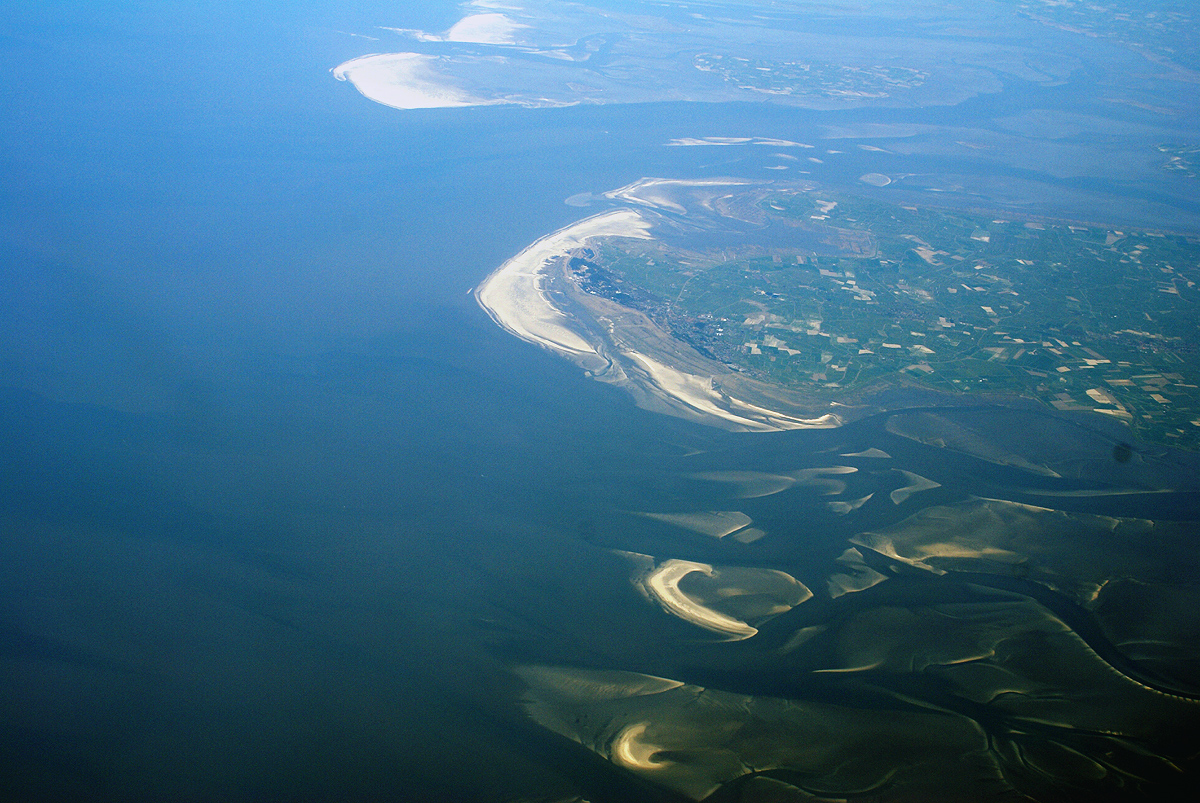
Satellitenaufnahme von der Westspitze Eiderstedts

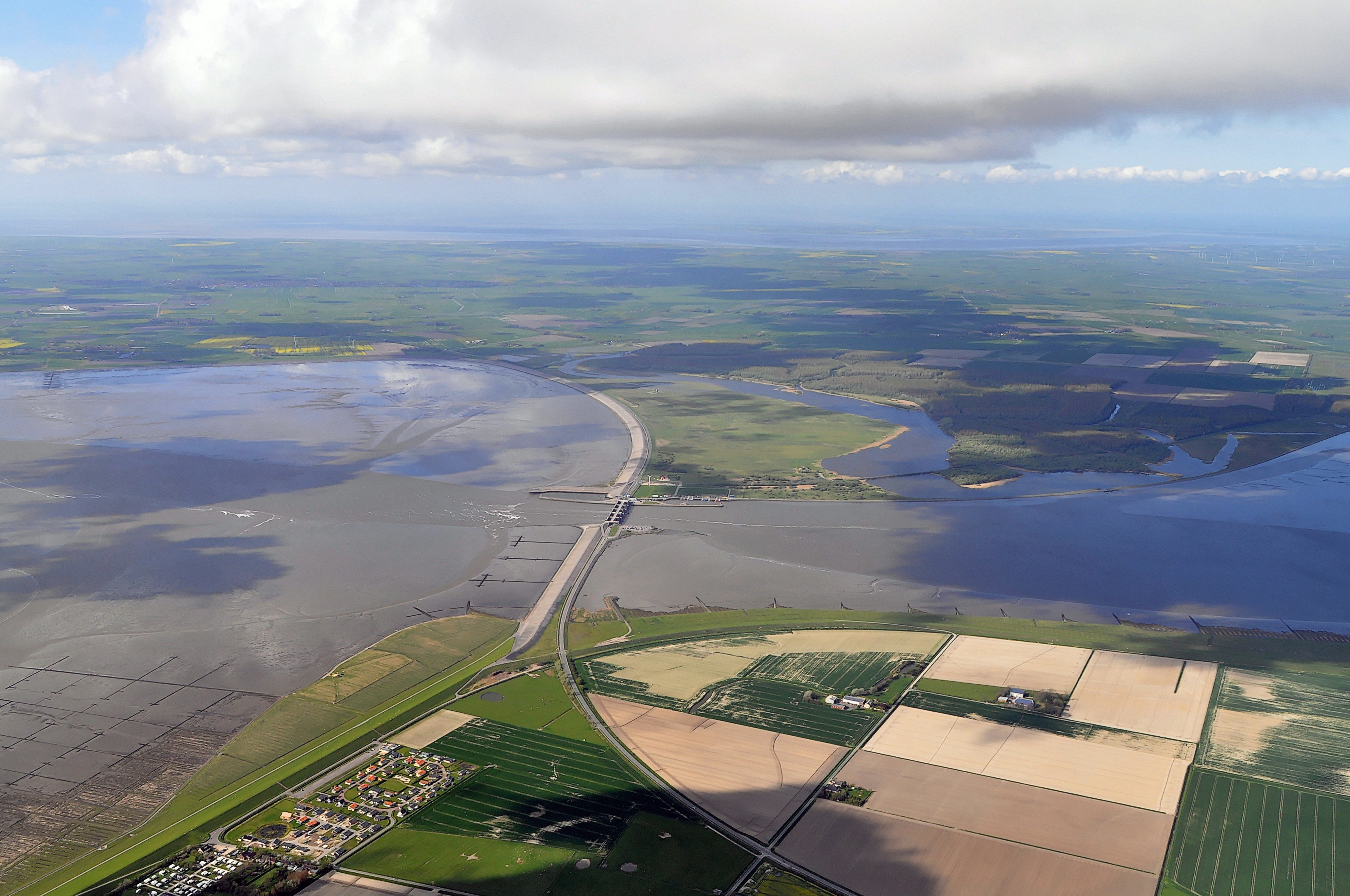
Luftaufnahme des Eidersperrwerks. Im Hintergrund Eiderstedt

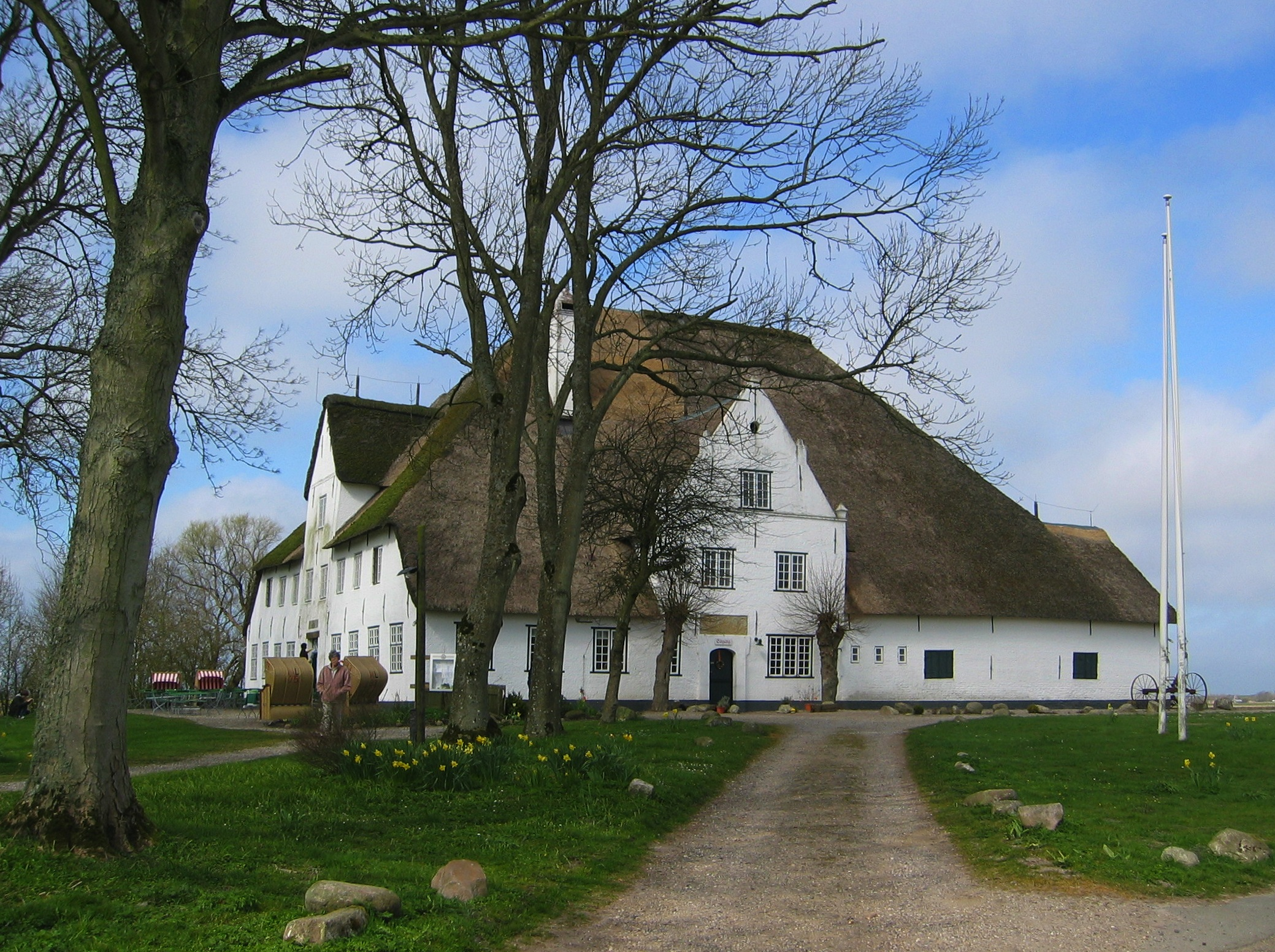
Roter Haubarg

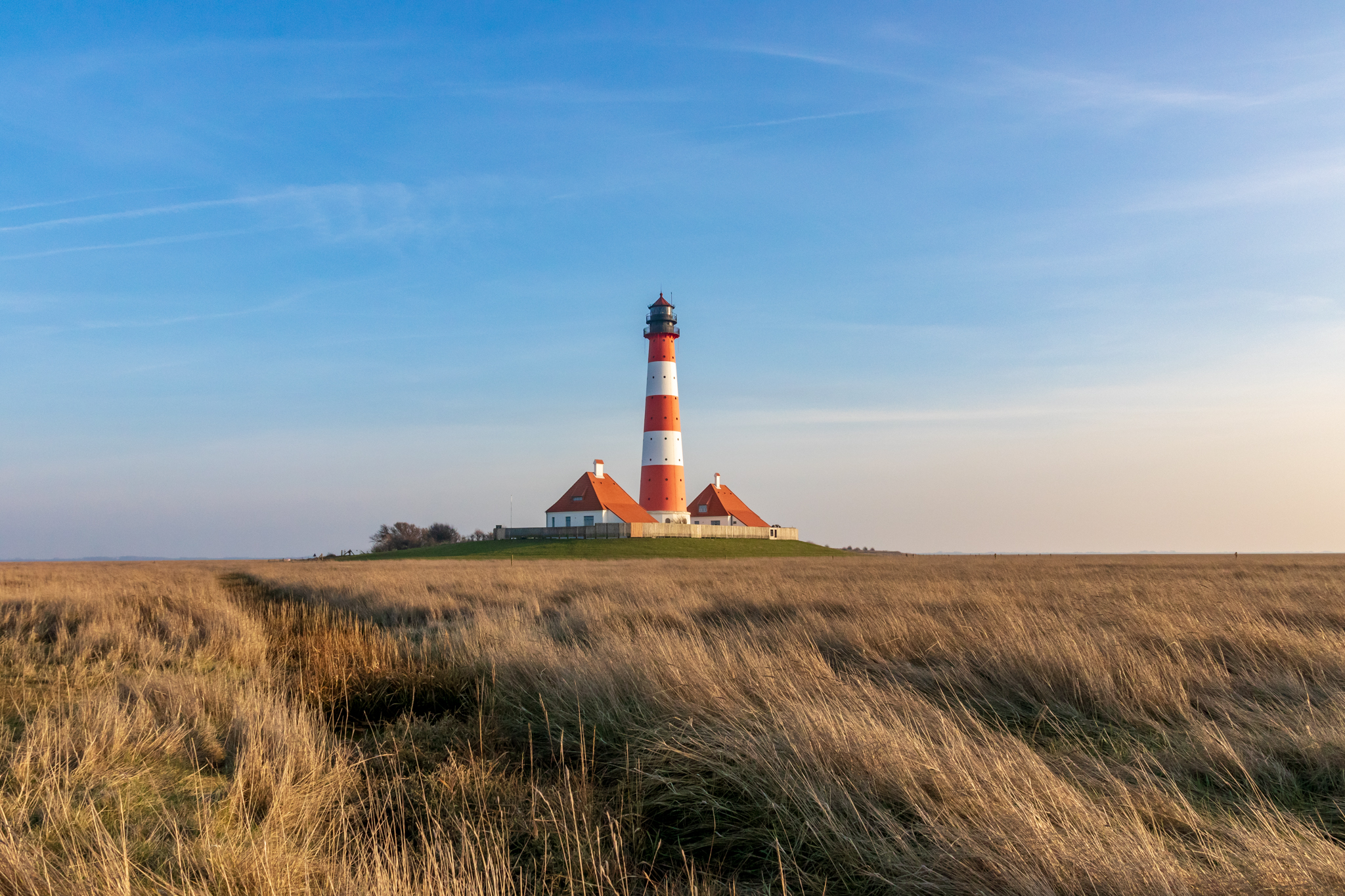
Leuchtturm Westerheversand

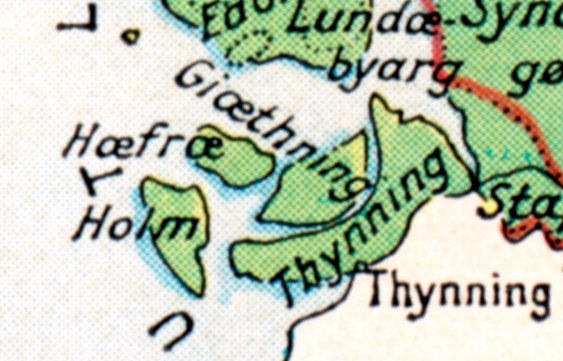
Eiderstedter Harden im 13. Jh. mit Utholm, Hever, Evershop (Giæthning/Garding) und dem eigentlichen Eiderstedt (Thynning/Tönning) (Karte aus dem 19. Jh.)

Eiderstedt (niederdeutsch Eidersteed, nordfriesisch Ääderstää, dänisch Ejdersted) ist eine Halbinsel an der Nordseeküste im Kreis Nordfriesland in Schleswig-Holstein. Sie ist etwa 30 Kilometer lang und 15 Kilometer breit und entstand etwa ab 1200 durch Landgewinnung mit Eindeichungen (Koog) und Zusammendeichungen aus zwei Inseln und einer Halbinsel Utholm (um Tating), Westerheversand und Everschop-Eiderstedt (um Tönning und Garding). Im Jahr 2010 lebten in den 24 Städten und Gemeinden der Halbinsel 22.356 Menschen.

## Geographie
Das heutige Eiderstedt bestand ursprünglich aus zwei Inseln und einer Halbinsel.
- Eiderstedt und Everschop im heutigen Ost- und Mittelteil waren eine gemeinsame Halbinsel, die über nicht bewohnbares Sumpfland mit dem Festland verbunden war. Sie grenzte im Nordosten an die Edomsharde, die Lundenbergharde, die Südergoesharde und Stapelholm. Die Nordereider entstand 1362 während der Ersten Mandränke (Zweite Marcellusflut). Sie verband den Heverstrom mit der Treene bei Koldenbüttel. Die Treene mündete bei Saxfähre in die Eider. Siehe hierzu auch Everschop, Husum und  Uelvesbüll.
- Utholm und Westerheversand im heutigen Westteil waren zwei durch das Fallstief (heute Tümlauer Bucht) getrennte Inseln, die ursprünglich die gemeinsame Insel Holm bildeten. Utholm und Westerhever wurden durch die Süderhever von Everschop-Eiderstedt getrennt.

Diese zwei Inseln und die Halbinsel wurden als drei Harden eigenständige Verwaltungsbezirke (Eiderstedt, Everschop und Utholm) verwaltet, weshalb das Gebiet der Halbinsel Eiderstedt im Mittelalter bis in die Neuzeit auch Dreilande genannt wurde.
Im Zuge der heutigen Außensände befand sich eine Altmoräne, etwa dort, wo heute die Mündung des Heverstromes ist. Aus dieser Altmoräne entstand eine Nehrung und Haken, an denen sich im Laufe der Jahrtausende Schlick ablagerte, ebenso lagerte sich am Uferwall der Eider (Flumen Egidora oder Egidorae fluminis) Sand und Schlick ab. Die aus dem Schwemmland gewonnenen Böden der Eiderstedter Marsch ermöglichen eine überaus einträgliche Landwirtschaft.
An der Westküste Eiderstedts finden sich vor St. Peter-Ording und Westerhever Sandbänke, Dünen und Salzwiesen. Diese sind touristisch sehr beliebt und weisen insbesondere vor St. Peter-Ording mehr Ähnlichkeiten mit Sylt oder Amrum als mit der Marschenküste der übrigen Westküste auf. Insgesamt gibt es auf Eiderstedt 175 Hektar Küstendünen. Sie befinden sich mittlerweile großenteils hinter dem Deich, sind also weitgehend von frischem Sand abgeschnitten und im Zustand des flechtenreichen Dauerstadiums einer Graudüne.
Die Magdalenenspitze ist die höchste Düne von Eiderstedt.

## Geschichte

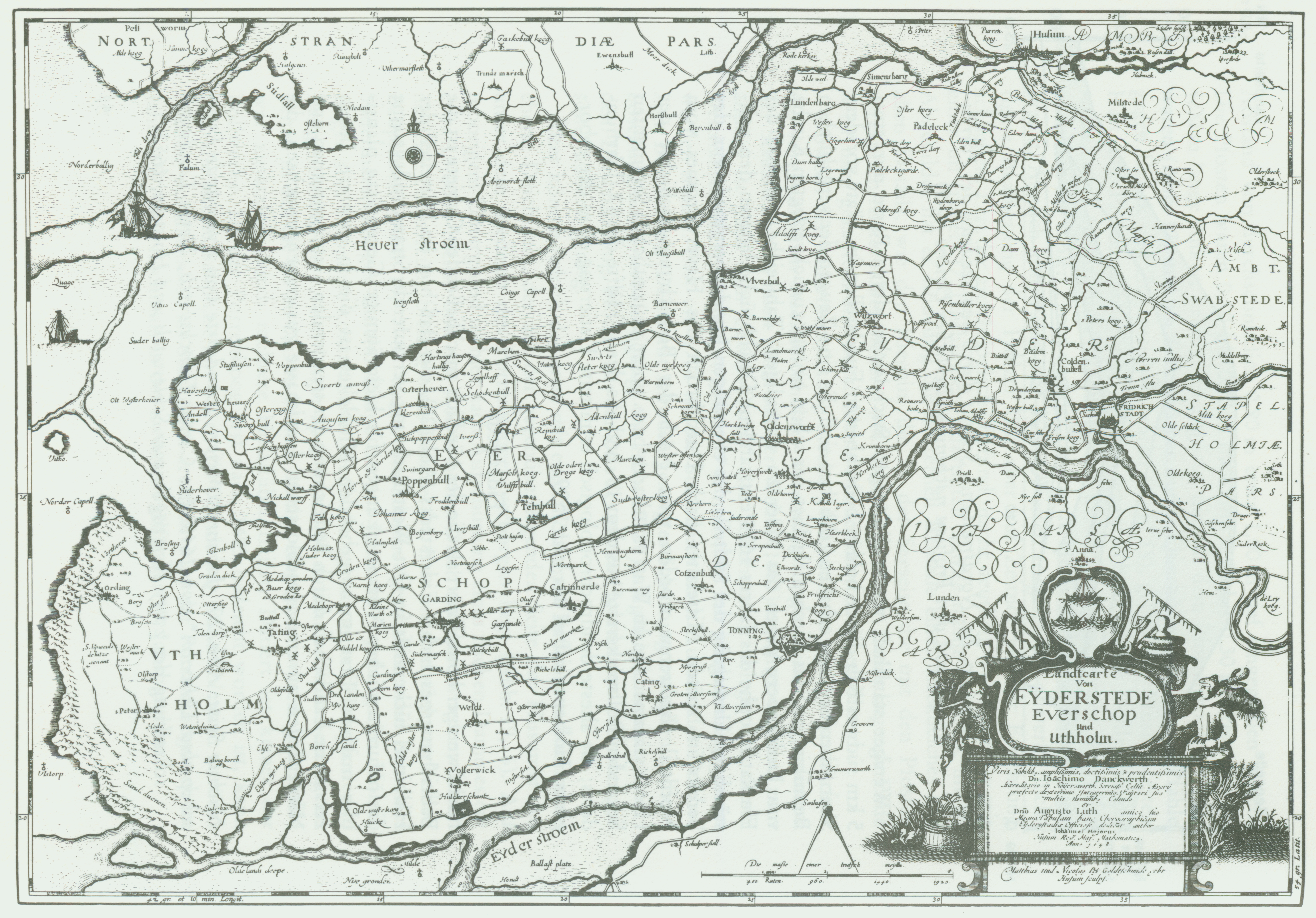
Landcarte von Eyderstede Eveschop un Uthholm (Johannes Mejer, 1648)

Die ältesten archäologischen Funde Eiderstedts stammen von der langgezogenen Garding-Tatinger Nehrung sowie den Sandwällen von Brösum. Diese gehören in die jüngere Steinzeit und Bronzezeit. Hier befinden sich auch Siedlungen und Gräberfelder der Eisenzeit und der Wikingerzeit.
Eine Landnahme der Marschen entlang der Eider erfolgte erstmals im 1./2. Jahrhundert n. Chr. In dieser Zeit entstand die Dorfwarft Tofting, die bis in das 5./6. Jahrhundert besiedelt blieb. Erneute Gründungen von Wurtendörfern setzten im Zusammenhang mit der historisch nicht genau überlieferten Einwanderung von Friesen im 8. Jahrhundert ein. Beispiele dieser Siedlungen sind die Dorfwarften Elisenhof bei Tönning, Olversum und Welt.
Im Unterschied zu den hohen Marschen an der Eider bot der mittlere und nördliche Teil der heutigen Halbinsel keine Siedlungsmöglichkeiten, da sich hier seit etwa 500 v. Chr. Moore ausdehnten. Erst nachdem das nördliche Eiderstedt vom Meer überflutet worden war, wuchs um 1000 n. Chr. eine vielfach von Prielen durchzogene Seemarsch auf. Seit dem 12. Jahrhundert entstanden hier Warften im Gebiet von Poppenbüll, Osterhever und Westerhever. Niedrige Deiche sicherten das Wirtschaftsland der Siedler. Den Bereich des mittleren Eiderstedt schützte ebenfalls ein Deich. Dieser umfassende Deichbau erlaubte eine Entwässerung des Sietlandes und damit einen Landesausbau. Hier entstanden Marschhufensiedlungen in Form langgezogener Hofwurtenreihen wie Oldenswort, Uelvesbüll und Witzwort. Ebenfalls die im Erdbuch des dänischen Königs Waldemar II. genannten Inseln Utholm und Westerhever waren bedeicht. Diese Inseln wurden nach dem 13. Jahrhundert an das übrige Eiderstedt angedeicht.

### Selbstverwaltung
Aufgrund der ständigen Bedrohung durch das Meer bildete sich auf Eiderstedt schon früh eine besondere Form der Selbstverwaltung. Die Bedeichung des Landes konnte nur in übergreifender Zusammenarbeit gewährleistet werden. Bereits im Mittelalter standen die Dreilande (eine vierte Insel Hever war nach starken Landverlusten mit dem ebenfalls reduzierten Utholm vereinigt worden) als gemeinsame Einheit da, die ihr eigenes Landschaftsrecht entwickelte. Ursprünglich friesisch besiedelt, war Eiderstedt ein Teil der Uthlande und zugleich seit dem 14. Jahrhundert dem Herzogtum Schleswig zugehörig. Aus einer politischen Situation der Bedrohung heraus kam es gleichzeitig im Jahr 1426 zur Eiderstedter Krone der rechten Wahrheit, in der wie in der aus demselben Jahr stammenden Siebenhardenbeliebung das niedergeschriebene Recht als ein von den Vorfahren ererbtes und im Wege der Autonomie festgestelltes Recht bezeichnet wird. Zur eigenständigen Verwaltung gab es eine gemeinsame Landschaftsversammlung, die von einem landesherrlichen Staller geleitet wurde, und eine weit entwickelte Kirchspielsverwaltung. Das eigene Landschaftsrecht blieb bis zur Einführung des Bürgerlichen Gesetzbuches 1900 formal erhalten.
Bei den Landesteilungen Schleswigs und Holsteins kam Eiderstedt immer an die Gottorfer Linie, wo es bis 1713 blieb. 1572 wurden Utholm und Everschop zum Westteil mit gemeinsamen Untergericht vereinigt, während das eigentliche Eiderstedt mit Tönning fortan den Ostteil bildete. 1590 wurden Tönning und Garding als Städte formal aus der Landschaft ausgegliedert, blieben jedoch in vielerlei Hinsicht administrativ mit ihr verbunden. Tönning wurde zur Festung ausgebaut.

### Umschwung in Kultur und Sprache
Im 16. Jahrhundert siedelten sich niederländische Mennoniten auf Eiderstedt an. Die Niederländer brachten einen Umschwung in der Landwirtschaft und statt der Ochsenmast dominierten nun Milchwirtschaft und Käseproduktion. Eine die Jahre von 1103 bis 1547 umfassende, im 15. Jahrhundert begonnene mittelniederländische Chronik der Landschaft Eiderstedt überlieferte Johann Russe. Im 17. Jahrhundert gaben die Eiderstedter die nordfriesische Sprache (Eiderstedter Friesisch) zugunsten des Niederdeutschen auf. Als neue Form des Bauernhofs entstand der Haubarg.

### Kreis Eiderstedt

Kreiswappen

1864 erlebte Eiderstedt einen tiefen Einschnitt in seiner Geschichte, als das Herzogtum Schleswig ein Gebietsteil der preußischen Provinz Schleswig-Holstein wurde. Obwohl eigentlich zu klein für einen Kreis, beließ die preußische Verwaltung den Eiderstedtern ihre Selbständigkeit in Form des 1867 gebildeten Kreises Eiderstedt.
1932 fasste die preußische Regierung die benachbarten Kreise Eiderstedt und Husum zusammen, um Kosten zu sparen. Diese Maßnahme wurde im folgenden Jahr wieder rückgängig gemacht.
Im Mai 1945 wurde ganz Eiderstedt sowie Teile von Dithmarschen von der britischen Siegermacht zum Sperrgebiet G erklärt. Dieses Sperrgebiet diente zur Internierung und Entwaffnung der aus dem Norden (insbesondere aus Dänemark) zurückkehrenden Wehrmachtseinheiten. Zeitweise hielten sich hier bis zu 400.000 ehemalige Wehrmachtssoldaten auf. Dieses Internierungslager wurde am 12. Oktober 1945 aufgelöst.
1970 wurde der Kreis Eiderstedt im Zuge der Kreisreform mit dem Kreis Husum und dem Kreis Südtondern zum Kreis Nordfriesland vereinigt. Zugleich entstand das Amt Eiderstedt, das seit 2010 eine Verwaltungsgemeinschaft mit der Stadt Tönning bildet.

## Natur, Umwelt und Landwirtschaft

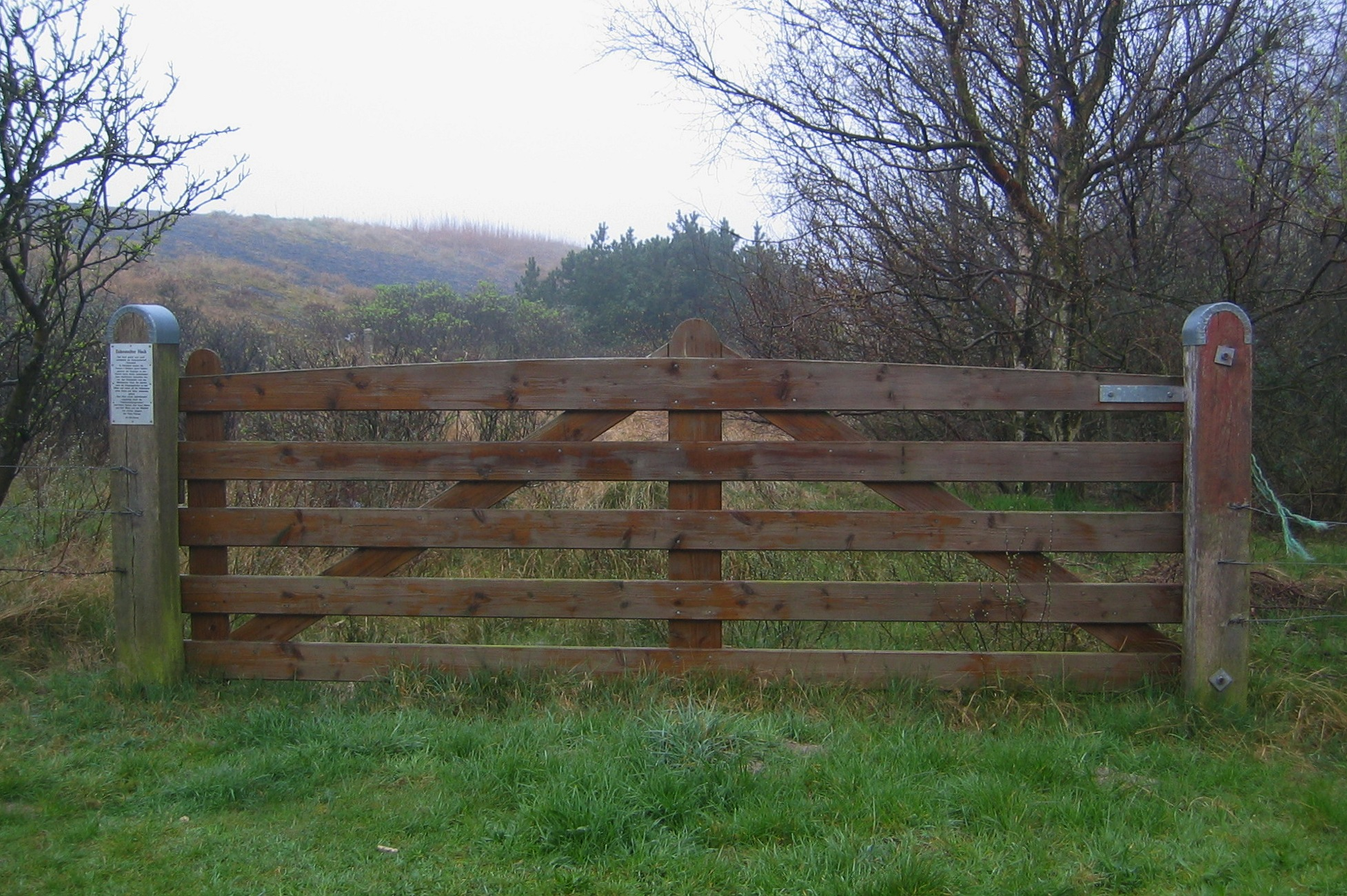
Eiderstedter Heck bei Sankt Peter Dorf

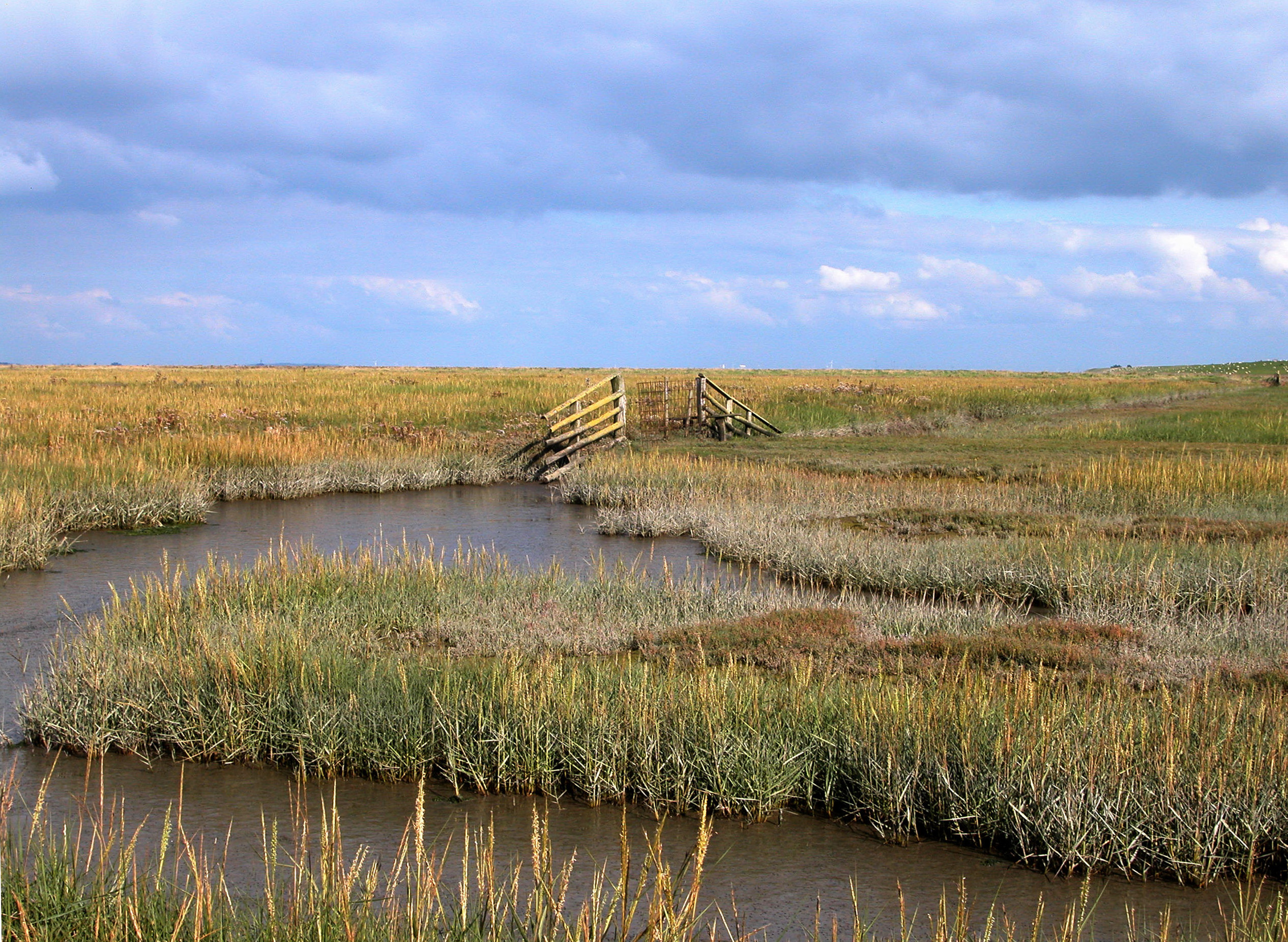
Salzwiesen an der Nordküste

Der Naturraum Eiderstedter Marsch ist etwas größer als die Halbinsel und umfasst Simonsberg, Südermarsch, Koldenbüttel und Friedrichstadt in Nordfriesland und Sankt Annen und Schlichting im Kreis Dithmarschen. In ihm befanden sich 2005 insgesamt 477 landwirtschaftliche Betriebe, die 27.968 Hektar Land bewirtschaftet haben. Von diesen nahmen im Jahr 2007 102 Betriebe am Vertragsnaturschutz mit 4300 Hektar Fläche teil.
Zu Konflikten kam es, da im Rahmen des Natura-2000-Programms 2780 Hektar Fläche als Vogelschutzgebiet ausgewiesen sind. Dort ist es insbesondere verboten, Dauergrünland in Acker umzuwandeln, Kleingewässer zu beseitigen oder die Entwässerung der Fläche über das vorher übliche Maß hinaus zu intensivieren oder Gebiete aufzuforsten. Größter Konfliktpunkt zwischen Landwirten und Naturschützern sind dabei die Schwärme von Nonnengänsen, die hier im Frühjahr und Herbst rasten und sich unter anderem von den sprießenden Pflanzen auf den Äckern ernähren. Einige Landwirte vertreiben diese Gänse zum Ärger von Naturschützern und auch vieler Bewohner vor allem mit Gasknallkanonen. Zum Unwillen vieler Landwirte haben Naturschützer ein Verbot weitergehender Maßnahmen durchsetzen können. Trotz der Vergrämungsmaßnahmen hat der Bestand der Nonnengänse in den letzten Jahren zugenommen, wobei Naturschützer befürchten, dass Bestandsrückgänge an den geschützten Arten Trauerseeschwalbe, Uferschnepfe und Kiebitz auch durch die Gänse verursacht wurden.
Im August 1967 genehmigte das schleswig-holsteinische Landeskabinett mit Zustimmung des Landrats von Eiderstedt und Bürgermeisters der Gemeinde Oldenswort Probebohrungen zur Errichtung eines Endlagers für schwach- und mittelradioaktive Abfälle in einer Eiderstedter Salzkaverne bei Oldenswort. Bei der Beratung im Gemeinderat über den Grundstücksverkauf zu einem für Weideflächen völlig überhöhten Preis kam das geheim gehaltene Projekt ans Licht. Die Bürger gingen auf die Barrikaden, und das Projekt wurde fallen gelassen.

## Tourismus

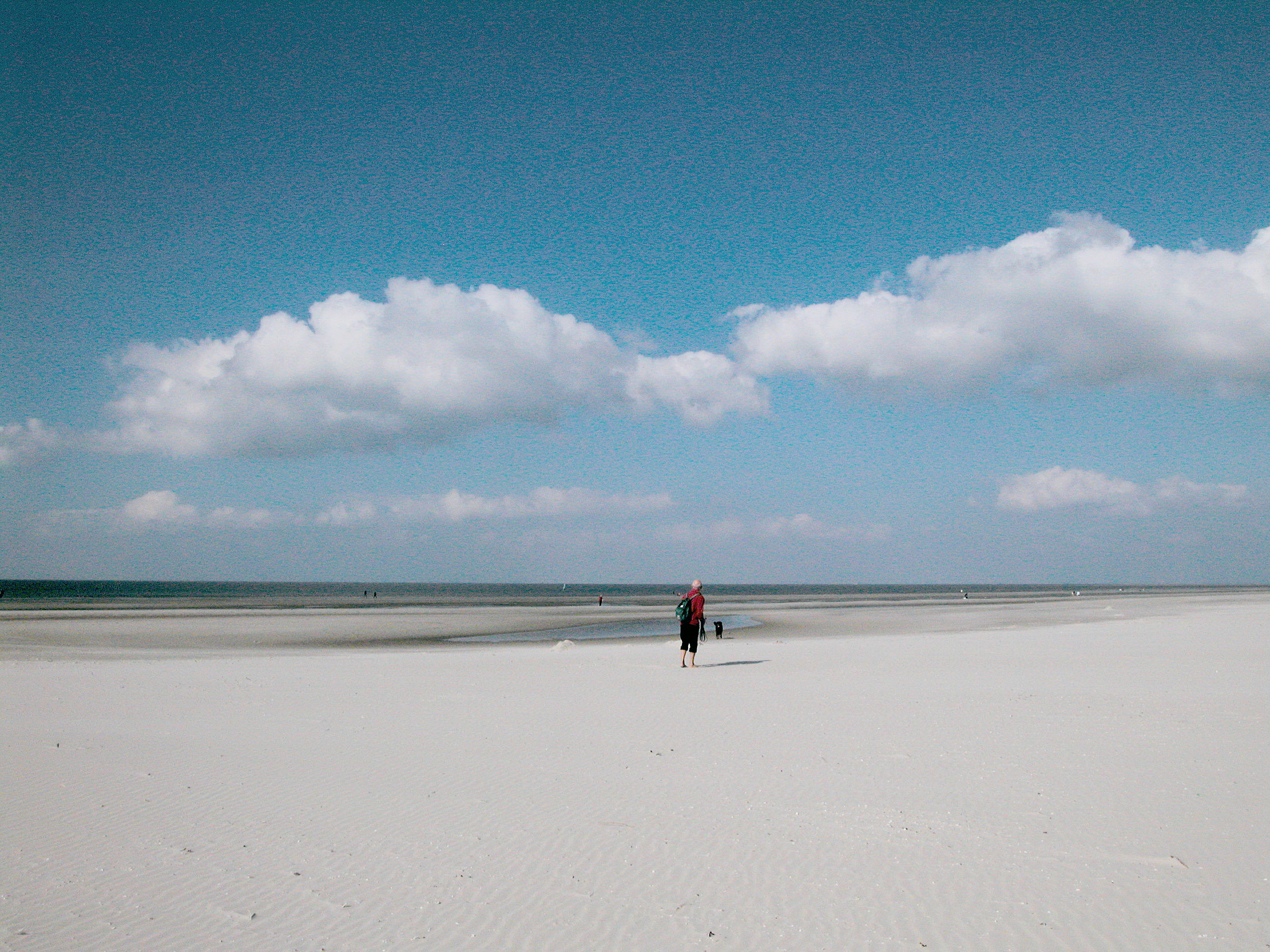
Strand- und Wattwanderung im September

Heute dominiert auf Eiderstedt der Tourismus. In diesem Zusammenhang wichtige Orte sind die Städte Garding, die ehemalige Kreisstadt Tönning und Sankt Peter-Ording. Diese Orte werden über die Bahnstrecke Husum–Bad St. Peter-Ording miteinander verbunden. Das Wahrzeichen der Halbinsel ist der Leuchtturm Westerheversand. Weitere touristische Attraktionen sind das Katinger Watt, das Eidersperrwerk oder die Seehundsbänke im Wattenmeer.
Die Halbinsel ist an die europäische EuroVelo-Route Nordseeküsten-Radweg angeschlossen und die Tourismusorganisationen empfehlen zahlreiche lokale Radtouren. Zudem ist Eiderstedt Ausgangspunkt des Themenradweges Wikinger-Friesen-Weg im südlichen Schleswig.
Über die Entwicklung des Tourismus im 19. und 20. Jahrhundert informiert das Museum der Landschaft Eiderstedt in St. Peter-Ording.

## Eiderstedt in der Kunst
Die Vorfahren des Malers Marten van Achten kamen wahrscheinlich aus Noord-Brabant und emigrierten ins heutige Schleswig-Holstein. Um 1600 lebte er in Tönning und gestaltete in der Umgebung Altäre und Epitaphe. Das einzige von ihm signierte Werk ist der Altar der St.-Christians-Kirche in Garding. Das letzte von ihm geschaffene Epitaph ist das in der St.-Pankratius-Kirche in Oldenswort aus dem Jahr 1610.
Der Maler Jürgen Ovens wurde 1623 in Tönning als Sohn eines wohlhabenden Landmanns und Ratsherren geboren und ging 1640 nach Amsterdam. Sein Malstil war stark von niederländischen Künstlern bestimmt. Dass er ein Schüler Rembrandts gewesen sei, wie es oftmals heißt, ist nicht belegt. Im Sieversflether Koog im Kirchspiel Tetenbüll kaufte er 1666 einen Haubarg, der bis 1759 im Besitz der Familie blieb. Er bewohnte das prächtigste Haus in Friedrichstadt, wo er 1678 starb und bestattet wurde. Jürgen Ovens gilt als der bedeutendste Maler des 17. Jahrhunderts im gesamten norddeutschen Raum. Seine Gemälde befinden sich unter anderem in der Hamburger Kunsthalle, in den Schleswig-Holsteinischen Landesmuseen, Schloss Gottorf, Schleswig, den Städtischen Museen, Flensburg, dem Nordfriesland Museum. Nissenhaus Husum, und in den evangelisch-lutherischen Kirchen von Friedrichstadt und Tönning.
Unter den ersten Malern, die Eiderstedt als Sujet entdeckten, waren Fritz Stoltenberg (* 1855 in Kiel), Jacob Alberts (* 1860 in Westerhever), und Jan Hamkens (* 1863 in Oldenswort). Letzterer illustrierte Bücher und führte Aufträge für die St.-Marien-Kirche in Witzwort sowie Epitaphe in der St.-Pankratius-Kirche in Oldenswort aus. Auch Alexander Eckener (* 1870 in Flensburg), malte in Eiderstedt.
Der 1883 in Kiel-Ellerbek geborene Ingwer Paulsen wurde vor allem als Radierer  bekannt. In den 1920er Jahren entstanden seine Bildermappen „Die Nordfriesischen Inseln und die Halligen“, „Eiderstedt“, „Nordfriesland“, „Nordsee“ und „Die Welt der Halligen“.
1945/1946 begleitete Emil Nolde seine Frau Ada nach St. Peter, wo sie sich in einem Sanatorium von einem langen Herzleiden erholte. Nach Ende des Krieges konnte Nolde hier wieder unbeschwert aquarellieren.
Carsten Kühl (* 1887 in Oldenswort), wurde als „Maler der Haubarge“ bekannt. Er fertigte auch Modelle von Haubargen an, die im Nissenhaus in Husum zu besichtigen sind. Albert Johannsen (* 1890 in Husum, gestorben 1975 ebenda), vermachte seinen Nachlass dem Nissenhaus. Der Architekt und Zeichner Hans Philipp begann 1946 die Bauten in der Landschaft Eiderstedt zu zeichnen, bevor er weiter in den Norden Nordfrieslands zu den Inseln und Halligen ging.
Friedrich Karl Gotsch (* 1900 in Pries im damaligen Landkreis Kiel), ließ sich nach seiner Entlassung aus der Kriegsgefangenschaft in St.-Peter Ording nieder und gründete dort eine Niederlassung des Baukreises, einer Kunstschule nach dem Vorbild des Bauhauses, an der er von 1949 bis 1951 als Lehrer tätig war. Zu den Schülern und Schülerinnen am Baukreis St. Peter zählten Gerda Schmidt-Panknin und Wolfram Claviez.
Hubert Meiforth (* 1913 in Wilster / Holstein), ließ sich nach dem Krieg in St. Peter-Ording nieder.
Die 1916 in Berlin geborene Bildhauerin Ruth Maria Linde-Heiliger schuf seit 1966 ihre Holzskulpturen in ihrem Atelierhaus in Osterhever, wo sie 1996 starb.
Ebenso 1916 wurde die deutsch-dänische Malerin und Illustratorin Margareta Erichsen in Flensburg geboren. Sie fertigte eine große Anzahl von Zeichnungen und Aquarellen in Eiderstedt an. Sie starb 2006 in Husum.
Diether Kressel (* 1925 in Düsseldorf), hatte ein Atelier in Herrnhallig in der Nähe von Friedrichstadt.
Horst Janssen (* 1929 in Hamburg), bezog einen Haubarg in Witzwort und schuf von Eiderstedt inspirierte Radierungen, die 1985 in der „Eiderlandmappe“ publiziert wurden.
Der 1935 in Garding geborene Dieter Staacken zählt zu den zeitgenössischen in Eiderstedt lebenden Künstlern.
Das Künstlerpaar Susanne Wendt und Tom Kosbab ließ sich 1982 in Wasserkoog nieder.
Ihren Wohnsitz auf Eiderstedt hat auch die Fotografin und Buchautorin Ute Karen Seggelke, ebenso die Malerin Ursula Schultz-Spenner (* 1943 in Hamburg)
Ewald Heitzmann (* 1943 in Odessa), hatte von 1981 bis 1997 ein Atelier in Witzwort, seitdem lebte und arbeitete er in Friedrichstadt.
Bruno Kirstein (* 1944 in Königsberg / Ostpreußen), lebte in den 1990er Jahren zurückgezogen in Eiderstedt in einem Haubarg und schuf meist großformatige neoexpressionistische Bilder sowie figürliche Zeichnungen.
Lothar Frieling (* 1945 in Westfalen), schuf Skulpturen, unter anderem für den Stadtpark Garding.
Die Bildhauerin Lucia Figueroa (* 1945 in Córdoba), richtete sich 1981 eine Werkstatt in Osterhever ein, seit 1995 lebt und arbeitet sie in Husum.
Otto Beckmann (* 1945 in Knüppeldamm / Mecklenburg), begann 1971 mit dem Wiederaufbau der Windmühle in Garding, die er als sein Atelier nutzte. Frauke Petersen (* 1950 in St. Peter-Ording, heute wieder dort lebend) ist eine bildende Künstlerin, die vor allem durch ihre Mischtechniken aus Fotografien und Sand bekannt wurde. Wolfgang Groß-Freytag (* 1950 in Kempten) hat sich im „Atelier Rungholt“ bei Welt eingerichtet und ist vor allem durch seine großformatigen Arbeiten im Spiel zwischen Realismus und Abstraktion bekannt.
Ingo Kühl (* 1953 in Bovenau bei Kiel), unterhielt von 1980 bis 1994 Ateliers in Garding, in Sandwehle und in einer Haubarg-Ruine im Kornkoog bei Borsthusen. In Eiderstedt begann er seine Landschaftsmalerei.

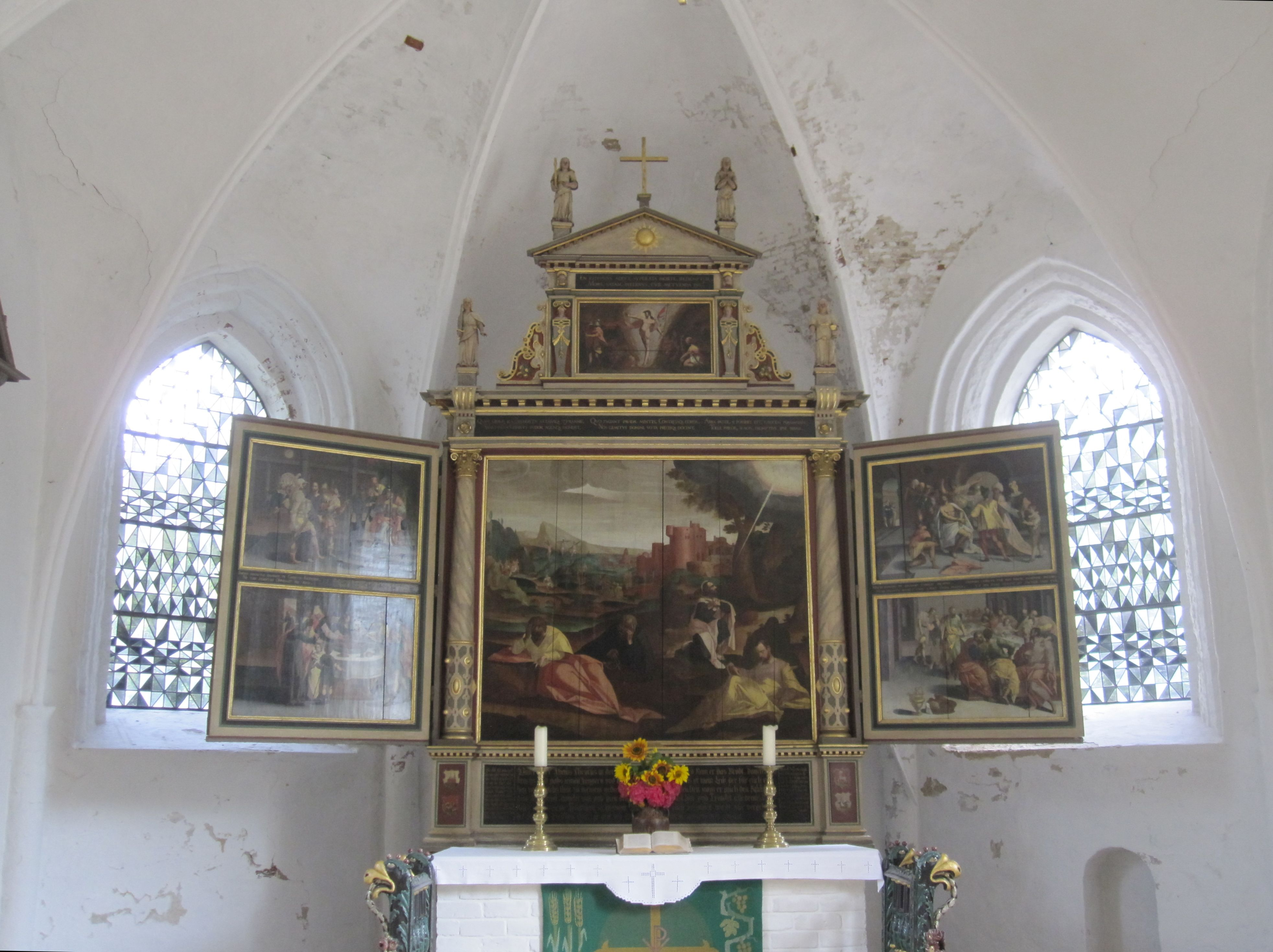
Marten van Achten: Altar der St.-Christians-Kirche, Garding, 1596
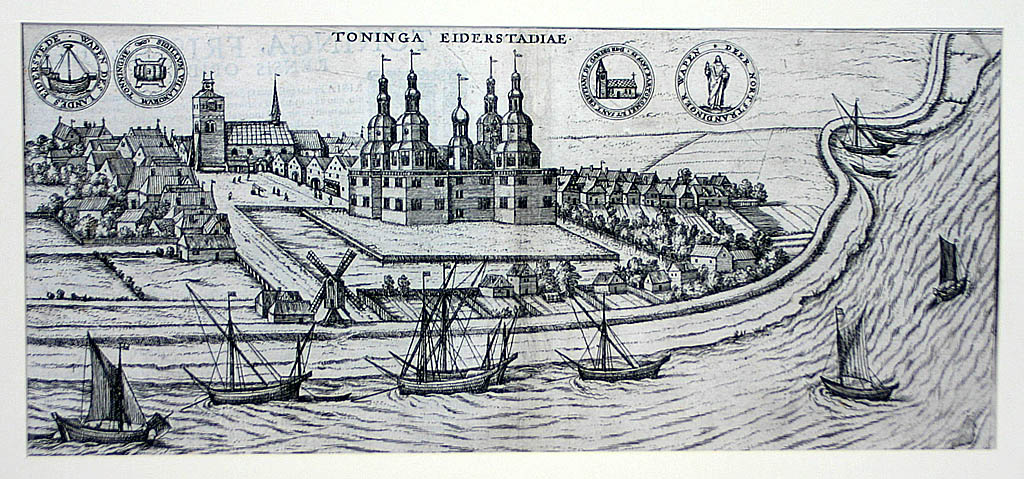
Unbekannter Künstler: Tönninger Schloss, Kupferstich 17,5 cm × 39,5 cm, 1598
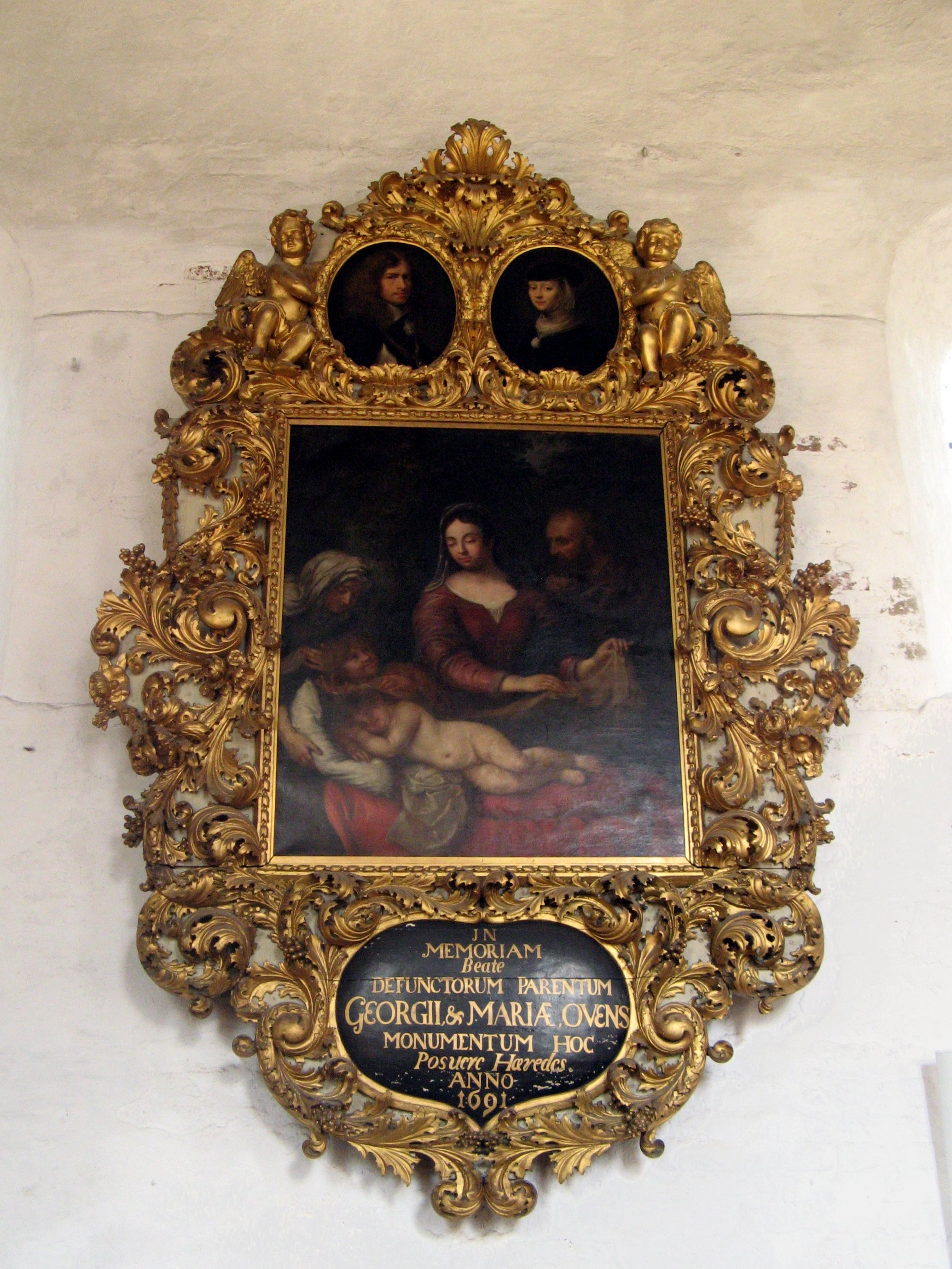
Jürgen Ovens: Epitaph, um 1652, mit einem Selbstbildnis in der St.-Laurentius-Kirche, Tönning
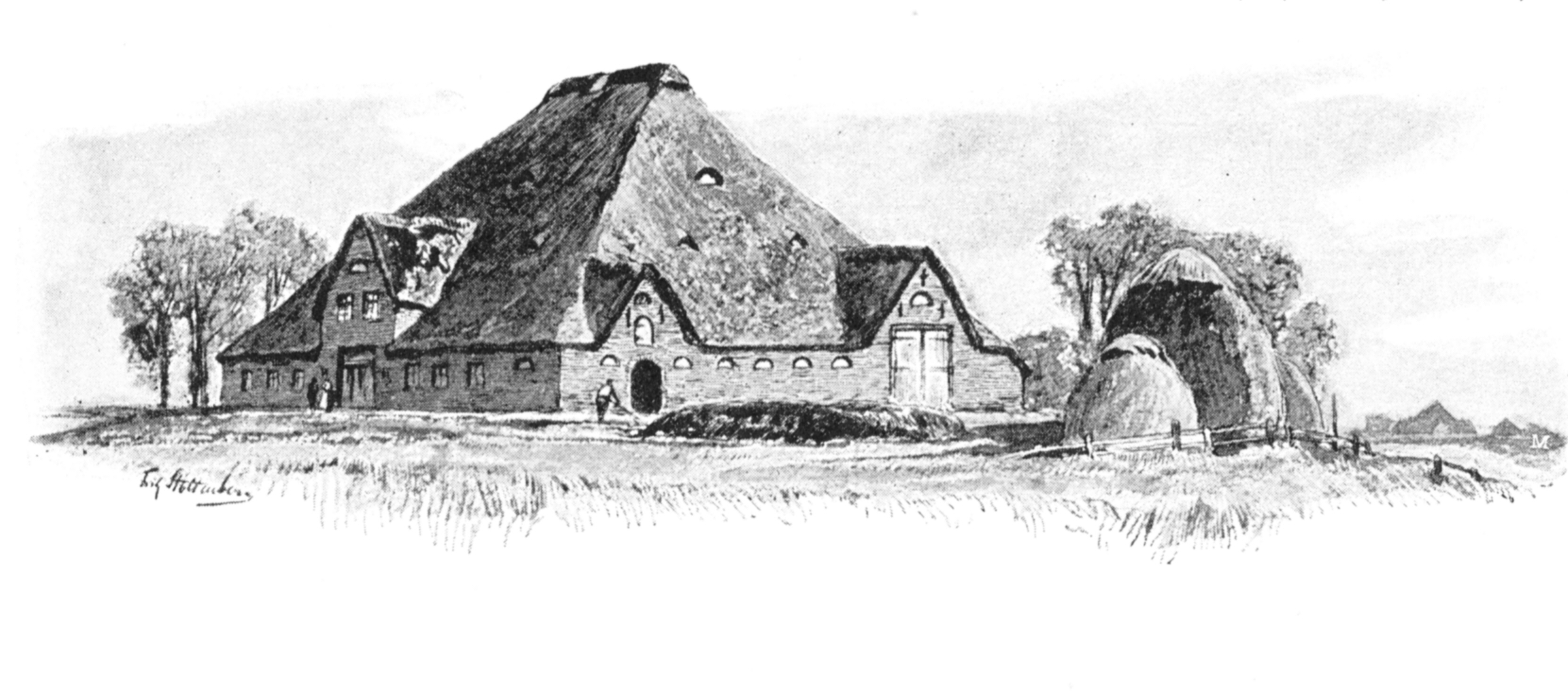
Fritz Stoltenberg: Eiderstedter Haubarg, Zeichnung, um 1895
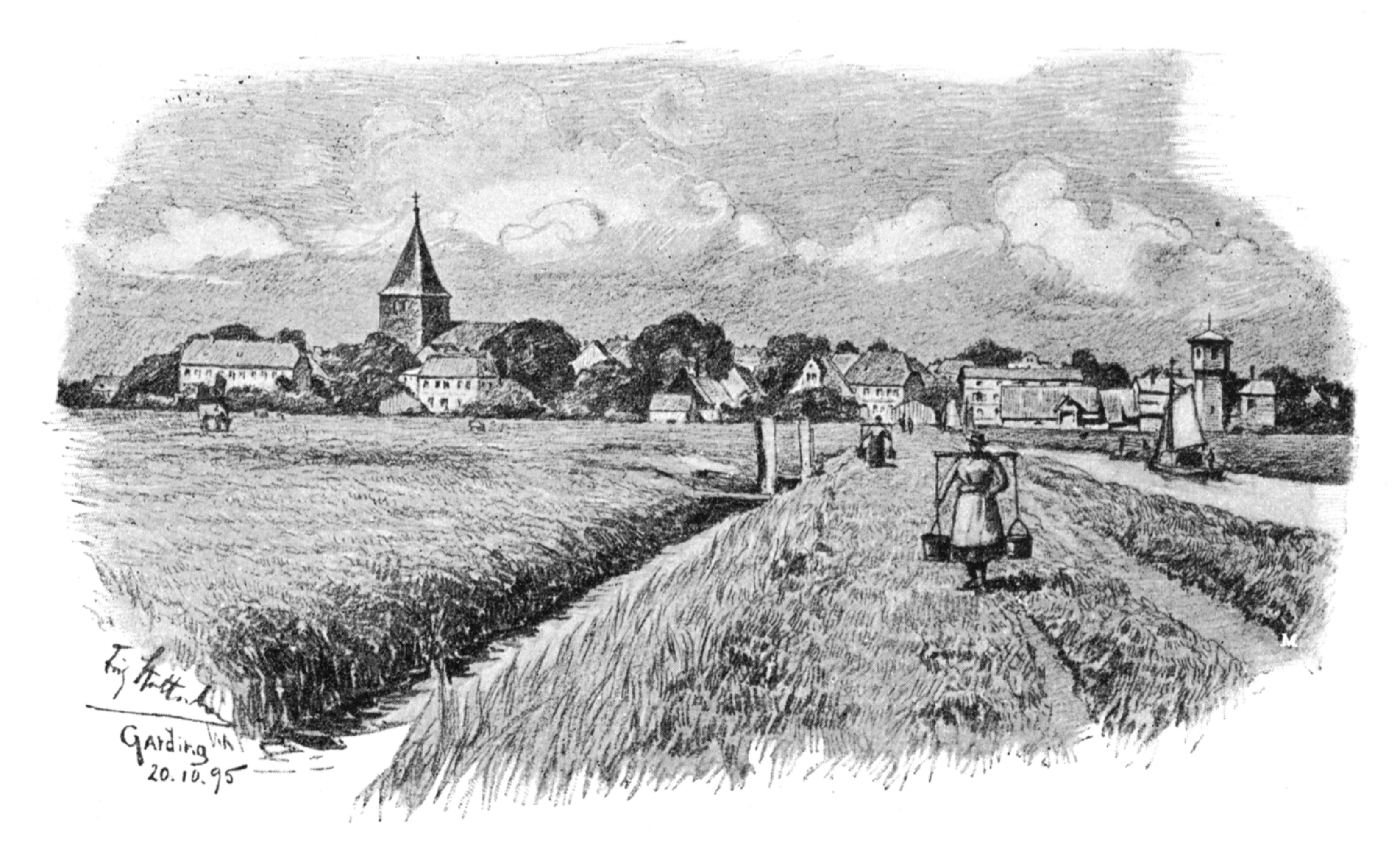
Fritz Stoltenberg: Garding mit Süderbootsfahrt, Zeichnung, 1895
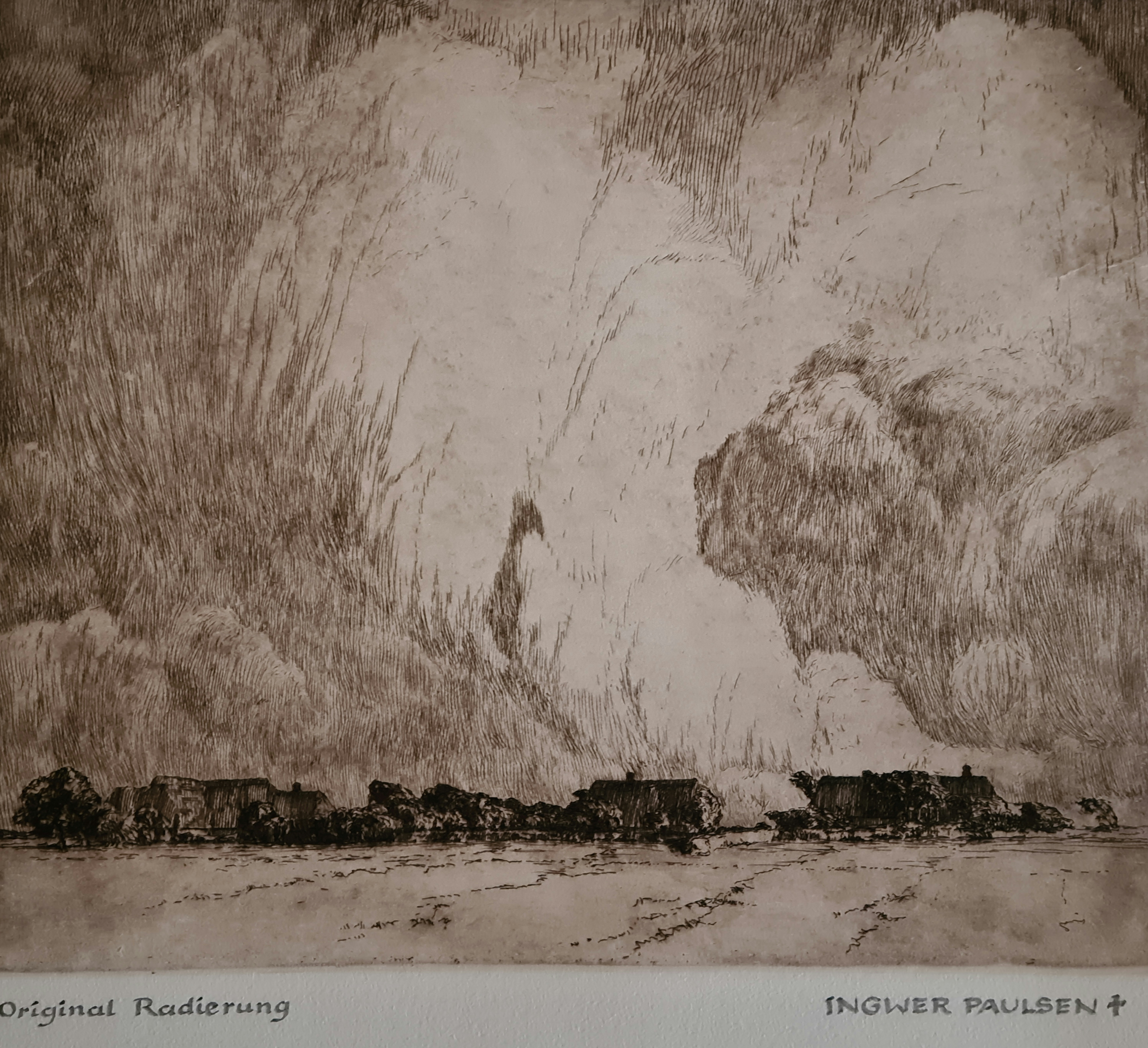
Ingwer Paulsen: Gewitterwolken über Bauernhöfen, Radierung 22,5 cm × 27 cm, 1910
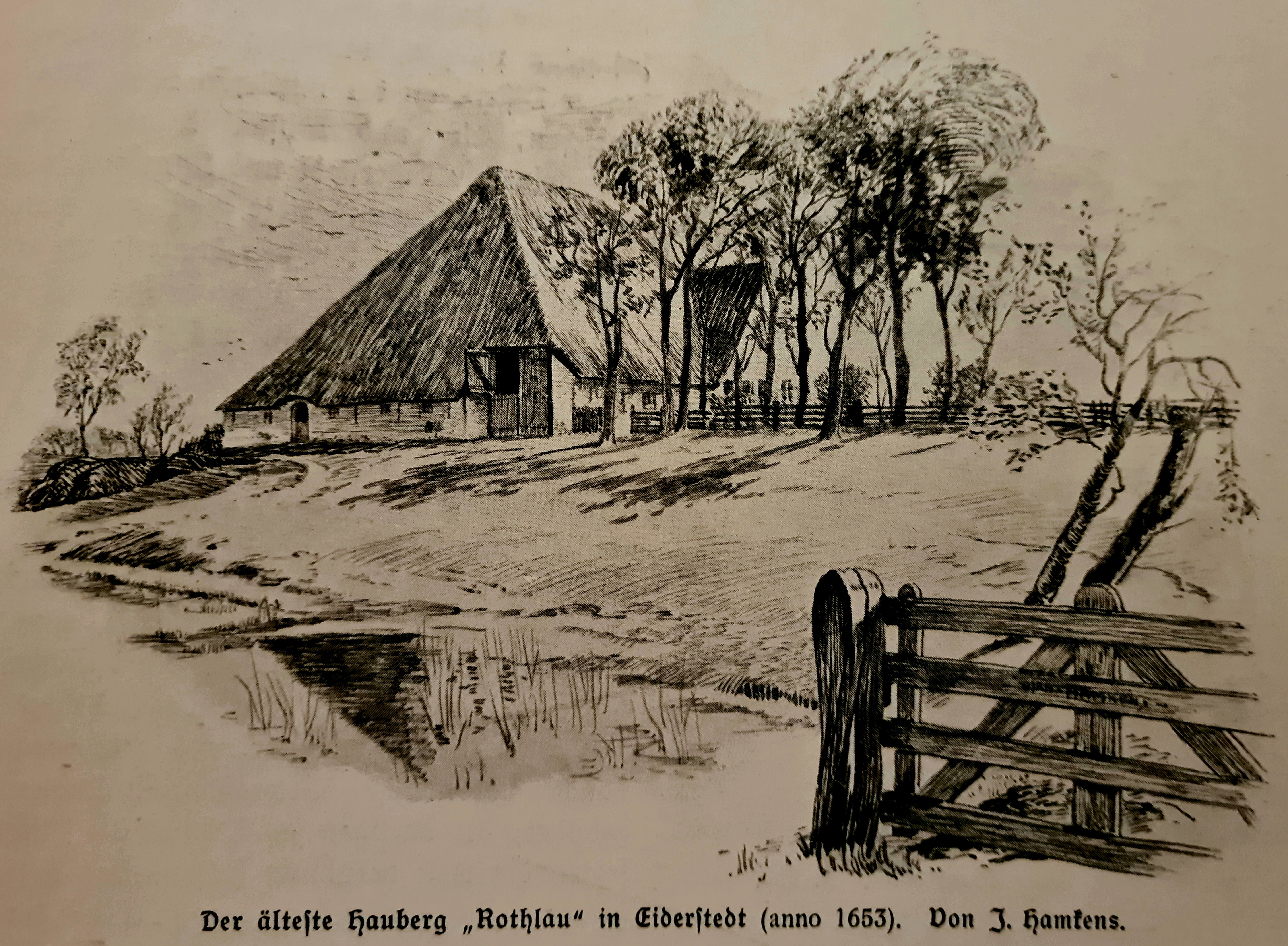
Jan Hamkens: Der älteste Hauberg „Rothlau“ in Eiderstedt (anno 1653), Zeichnung, 1914
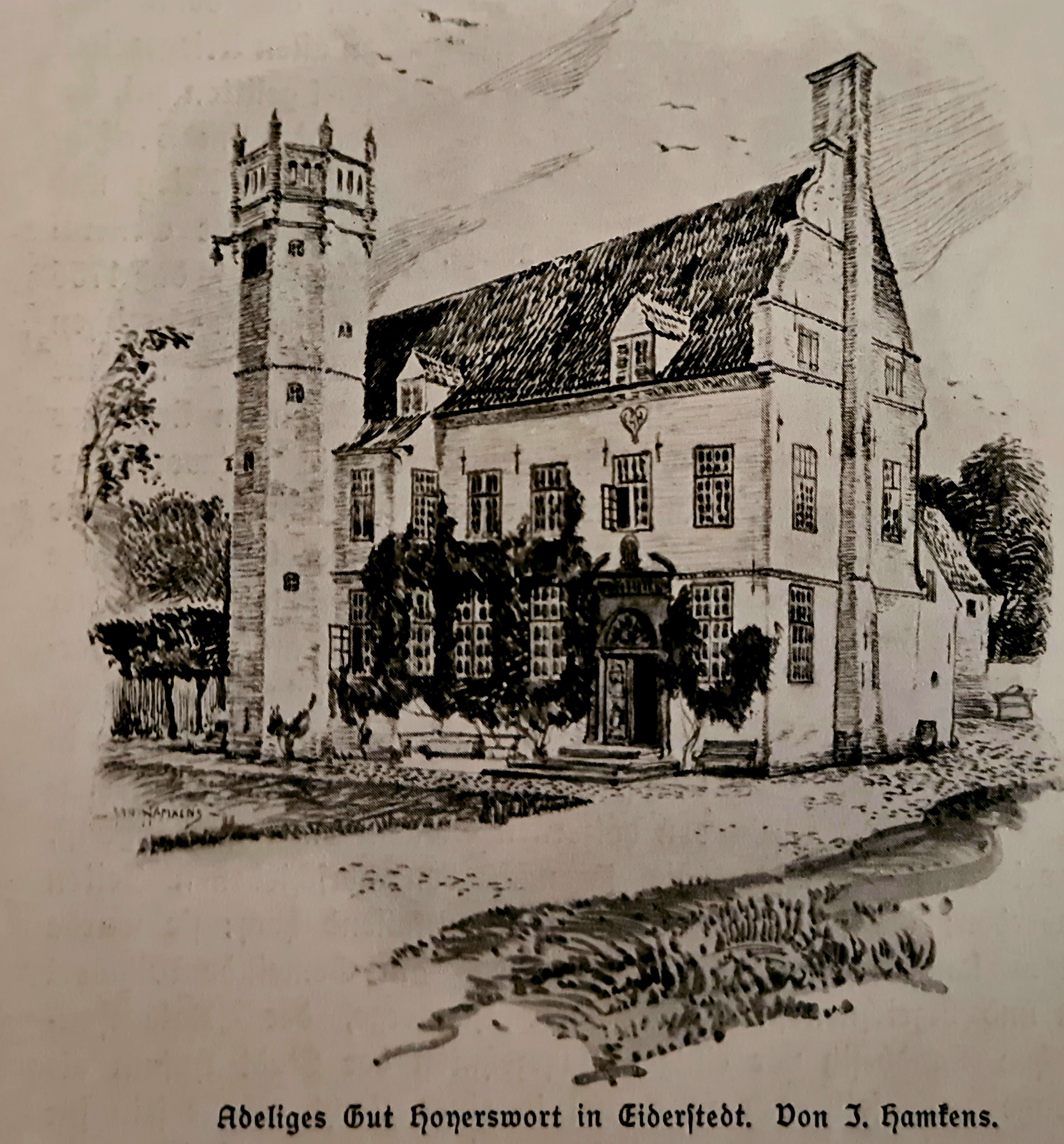
Jan Hamkens: Adeliges Gut Hoyerswort in Eiderstedt, Zeichnung, 1914
Jacob Alberts: Sommertag in Westerhever, Ölgemälde, vor 1921
Ingo Kühl: Haubarg, Öl auf Nessel 80 cm × 80 cm, 1983

## Persönlichkeiten
- Owen Günther (1532–1615), Philosoph
- Anna Ovena Hoyer (1584–1655), Dichterin
- Jürgen Ovens (1623–1678), Maler, Porträtist
- Philipp Gabriel Hensler (1733–1805), Arzt und Professor für Medizin
- Johannes Nikolaus Tetens (1736–1807), deutsch-dänischer Philosoph, Mathematiker und Naturforscher
- Christian Heinrich Friedrich Peters (1813–1890), deutsch-amerikanischer Astronom
- Wilhelm Peters (1815–1883), Naturforscher und Zoologe
- Theodor Mommsen (1817–1903), Politiker, Historiker, Nobelpreisträger
- Friedrich von Esmarch (1823–1908), Chirurg
- Ferdinand Tönnies (1855–1936), Mitbegründer der Soziologie
- Jacob Alberts (1860–1941), Maler
- Jan Hamkens (1863–1918), Maler, Grafiker und Buchillustrator
- August von Thomsen (1864–1920), als Admiral Chef der Marinestation der Nordsee der kaiserlichen Marine
- Thusnelda Kühl (1872–1935), Schriftstellerin
- Wilhelm Hamkens (Regierungspräsident) (1883–1962), Rechtsanwalt und nationalsozialistischer Politiker
- Otto Hamkens (1887–1969), Rechtsanwalt, Landwirt und nationalsozialistischer Politiker
- Carsten Kühl (1887–1964), Maler, Bildhauer und Heimatforscher
- Wilhelm Hamkens (1896–1955), Landwirt und politischer Aktivist
- Dieter Staacken (* 1935), Maler, Schriftsteller
- Arno Bammé (* 1944), Soziologe, Herausgeber
- Frauke Petersen (* 1950), bildende Künstlerin

## Weblinks

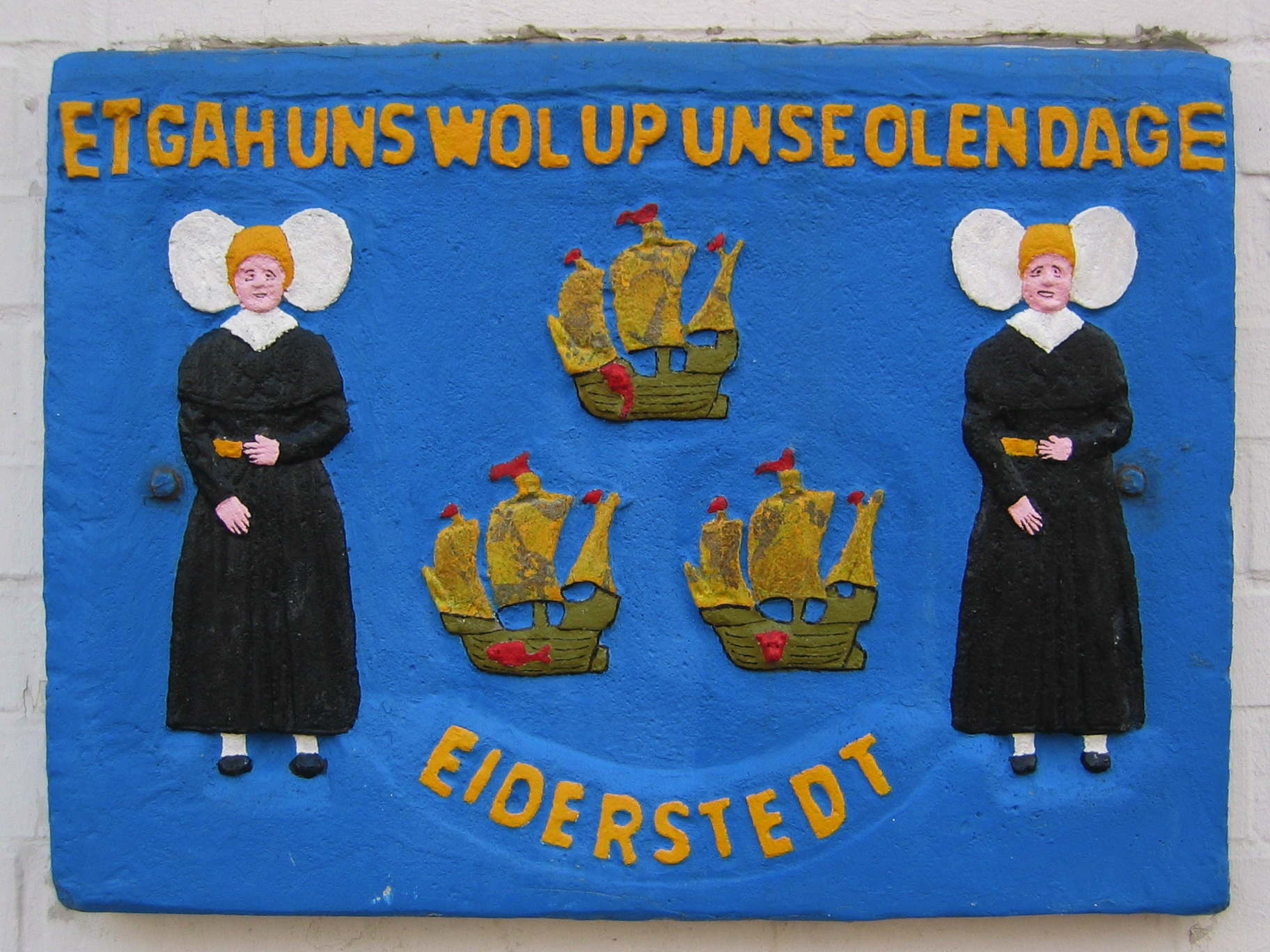
Eiderstedter Hausverzierung in St. Peter Dorf